# Verbandsgemeinde Emmelshausen
Die Verbandsgemeinde Emmelshausen war eine Gebietskörperschaft im Rhein-Hunsrück-Kreis in Rheinland-Pfalz. Der Verbandsgemeinde gehörten die Stadt Emmelshausen sowie 24 weitere Ortsgemeinden an, der Verwaltungssitz war in der namensgebenden Stadt Emmelshausen. Zum 1. Januar 2020 fusionierte die Verbandsgemeinde Emmelshausen mit der Verbandsgemeinde Sankt Goar-Oberwesel zur Verbandsgemeinde Hunsrück-Mittelrhein.

## Verbandsangehörige Gemeinden
| Ortsgemeinde, Stadt           | Fläche (km²) | Einwohner |
| ----------------------------- | ------------ | --------- |
| Badenhard                     | 3,00         | 141       |
| Beulich                       | 13,28        | 488       |
| Bickenbach                    | 6,39         | 365       |
| Birkheim                      | 2,30         | 148       |
| Dörth                         | 5,15         | 507       |
| Emmelshausen, Stadt           | 7,91         | 4.862     |
| Gondershausen                 | 13,45        | 1.280     |
| Halsenbach                    | 10,04        | 1.284     |
| Hausbay                       | 3,24         | 203       |
| Hungenroth                    | 6,02         | 253       |
| Karbach                       | 4,98         | 628       |
| Kratzenburg                   | 7,15         | 392       |
| Leiningen                     | 5,75         | 703       |
| Lingerhahn                    | 6,01         | 480       |
| Maisborn                      | 1,47         | 133       |
| Mermuth                       | 4,92         | 248       |
| Morshausen                    | 7,56         | 346       |
| Mühlpfad                      | 1,39         | 70        |
| Ney                           | 5,60         | 353       |
| Niedert                       | 2,21         | 123       |
| Norath                        | 3,30         | 474       |
| Pfalzfeld                     | 5,27         | 615       |
| Schwall                       | 1,77         | 312       |
| Thörlingen                    | 2,24         | 137       |
| Utzenhain                     | 4,47         | 108       |
| Verbandsgemeinde Emmelshausen | 134,88       | 14.653    |

Stand der Einwohnerzahlen: 31. Dezember 2019 (Statistisches Landesamt Rheinland-Pfalz)

## Bevölkerungsentwicklung
Die Entwicklung der Einwohnerzahl bezogen auf das Gebiet der Verbandsgemeinde Emmelshausen; die Werte von 1871 bis 1987 beruhen auf Volkszählungen:
| Jahr | Einwohner |
| 1815 | 5.156     |
| 1835 | 7.281     |
| 1871 | 7.626     |
| 1905 | 7.804     |
| 1939 | 8.231     |
| 1950 | 8.894     |

| Jahr | Einwohner |
| 1961 | 9.431     |
| 1970 | 10.604    |
| 1987 | 12.638    |
| 1997 | 14.521    |
| 2005 | 14.782    |

## Politik

### Verbandsgemeinderat
Aufgrund der zum 1. Januar 2020 anstehenden Fusion der Verbandsgemeinden Emmelshausen und Sankt Goar-Oberwesel wurde bei der Kommunalwahl am 26. Mai 2019 bereits in Neustruktur gewählt (siehe: Ergebnis). Die Amtszeit der bisherigen Verbandsgemeinderäte wurde per Landesgesetz bis zum 31. Dezember 2019 verlängert. Der somit für das gesamte Kalenderjahr 2019 noch amtierende Verbandsgemeinderat Emmelshausen bestand aus 28 ehrenamtlichen Ratsmitgliedern, die bei der Kommunalwahl am 25. Mai 2014 in einer personalisierten Verhältniswahl gewählt wurden, und dem hauptamtlichen Bürgermeister als Vorsitzendem.
Die historischen Sitzverteilungen im Verbandsgemeinderat:
| Wahl | SPD | CDU | FDP | LINKE | FWG | Gesamt   |
| ---- | --- | --- | --- | ----- | --- | -------- |
| 2014 | 7   | 15  | 0   | 1     | 5   | 28 Sitze |
| 2009 | 6   | 15  | 2   | 0     | 5   | 28 Sitze |
| 2004 | 8   | 18  | 2   | –     | 4   | 32 Sitze |

- FWG = Freie Wählergruppe Emmelshausen e. V.

### Bürgermeister
Hauptamtlicher Bürgermeister war Peter Unkel (parteilos). Er wurde bei der Direktwahl am 3. Juni 2012 mit einem Stimmenanteil von 90,89 % für acht Jahre wiedergewählt. Allerdings endete die Amtszeit Unkels wegen der Fusion der beiden Verbandsgemeinden Emmelshausen und Sankt Goar-Oberwesel durch ein Landesgesetz bereits vorzeitig am 31. Dezember 2019.

### Wappen
Blasonierung: „Innerhalb eines von Gold und Rot gespaltenen Schildbordes; von Rot und Gold gespalten; vorn ein silberner Balken; hinten ein blau gekrönter und bewehrter herschauender, doppelschwänziger roter Löwe.“
Das Wappen wurde am 17. Januar 1973 durch die Bezirksregierung Koblenz verliehen. Die vordere Schildhälfte nimmt Bezug zum Siegel des Gallscheider Gerichts in den Kurtrierer Farben. Der Löwe in der hinteren Schildhälfte verweist auf die ehemalige Zugehörigkeit zur niederen Grafschaft Katzenelnbogen. Der Schildbord als solcher kennzeichnet das Wappen als das eines Amtes.

## Verkehr
Verkehrstechnisch erschlossen wurde die damalige  Verbandsgemeinde durch die Bundesautobahn 61 und die Hunsrückhöhenstraße. Zwischen Boppard im Rheintal und Emmelshausen verkehrt die Hunsrückbahn – die steilste nicht zahnradgetriebene Bahnstrecke Deutschlands.

## Vereine
Rund 100 Vereine in der damaligen Verbandsgemeinde Emmelshausen zeichneten für eine Vielzahl von Heimatfesten und Veranstaltungen verantwortlich und leisteten damit einen Beitrag zum geselligen Miteinander und zur Brauchtumspflege.